# Sonja Ferlov
Sonja Ferlov Mancoba  (Copenhague, 1 de noviembre de 1911-París, 17 de diciembre de 1984) fue una escultora danesa.

## Datos biográficos
Sonja Ferlov participó en el movimiento danés Linien. Entre 1936 y 1946, trabajó en París principalmente en la confección de máscaras. Conoció en 1940 al que posteriormente fue su marido, el artista sudafricano Ernest Mancoba. La escultora se integró posteriormente en el movimiento CoBrA , como la mayor parte de los artistas que habían pertenecido al movimiento Linien.

## Obras
Una docena de obras de Sonja Ferlov se exponen en el Museo Estatal de las Artes de Copenhague (en danés: Statens Museum for Kunst). Entre estas se encuentran:
- Escuchar el silencio. Homenaje a Steingrim Laursen, 1969, escultura en bronce
- Solidaridad. Homenaje a Elise Johansen, 1966, escultura en bronce